# P'tit train de la Haute Somme
Le P'tit train de la Haute Somme appelé aussi localement Chemin de fer Froissy-Dompierre est un chemin de fer touristique, créé et géré depuis 1971 par l'« Association Picarde pour la Préservation et l'Entretien des Véhicules Anciens » (APPEVA). L'accueil du public et les locaux techniques sont situés au hameau de Froissy sur le territoire de la commune de La Neuville-lès-Bray, non loin d'Albert dans la Somme.
L'APPEVA propose des circulations touristiques dans des trains constitués de matériel roulant ferroviaire à voie de 600 mm, sur une ligne de 7 kilomètres reconstruite sur la plateforme préservée du réseau ferré de l'ancienne sucrerie de Dompierre, issue des chemins de fer militaires de la Première Guerre mondiale. L'association présente de nombreuses pièces de matériel ferroviaire sauvegardées dans son Musée des chemins de fer militaires et industriels situé sur le site de la gare de départ de Froissy.

## Offre touristique

### Circulation habituelle

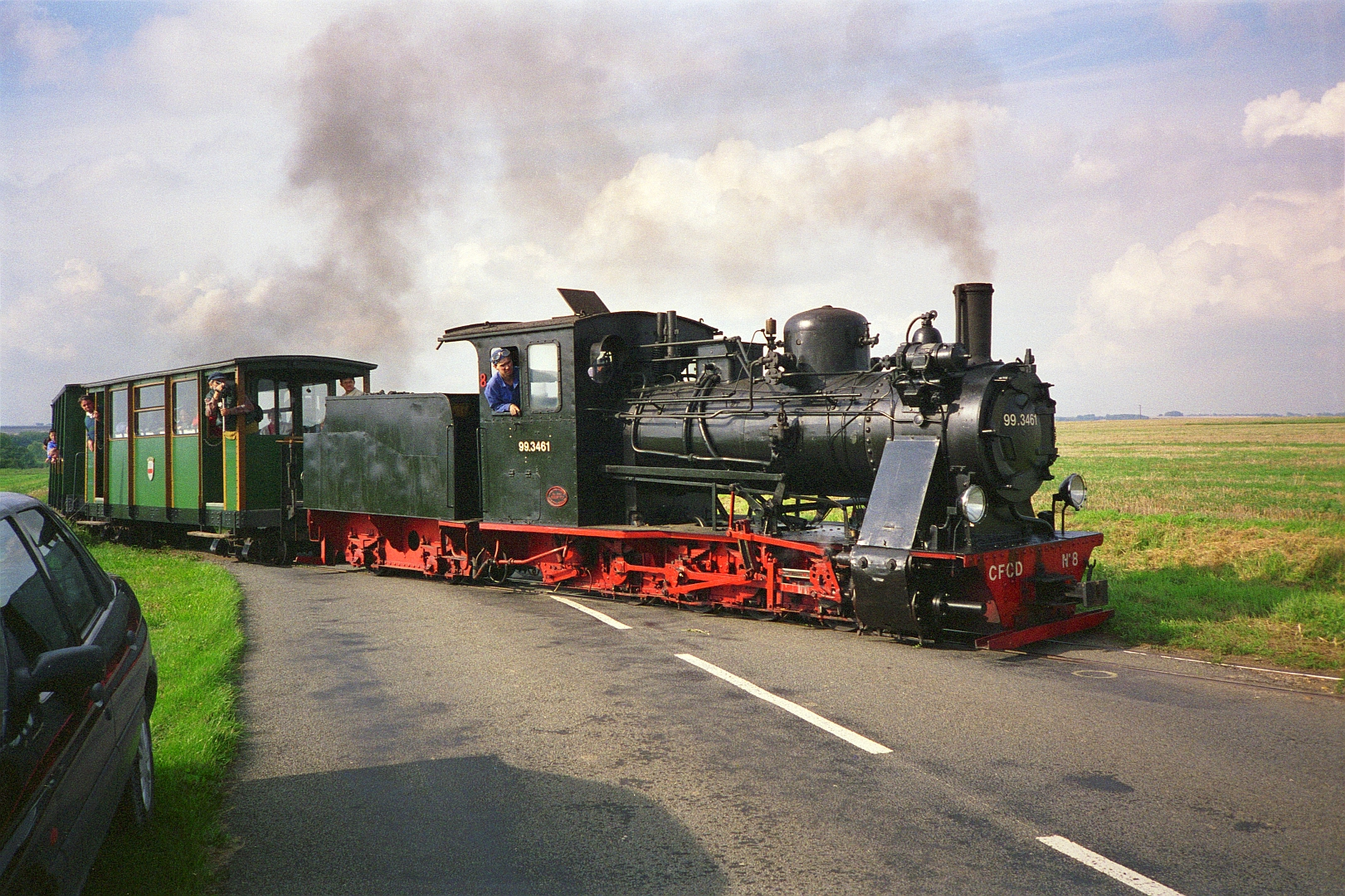
Un train tracté par la 040 no 8 Vulcan, franchit la D164 en direction de Dompierre.

Le P'tit train de la Haute Somme est exploité, d'avril à fin septembre, les dimanches et les jours fériés, et tous les jours en juillet et août. Il offre la possibilité de faire des promenades d'une heure et demie entre le musée ferroviaire de Froissy et le terminus de Dompierre. Des journées vapeur sont régulièrement organisées.
En exploitation habituelle, une des trois locomotives à vapeur, utilisées pour les trains, circule du Musée à Cappy, où une motrice Diesel prend le relais pour le passage par le tunnel et la montée sur le plateau du Santerre jusqu'à Dompierre. Lors des événements, les trois locomotives à vapeur sont mises en fonctionnement, les plus puissantes, comme la 040 VULCAN offrant des circulations vapeur des trains de voyageurs sur toute la ligne, qui pour des raisons d'exploitation est alors limitée à l'évitement du plateau.

### Journées événements
L'APPEVA organise régulièrement des journées événements spéciaux, notamment : trains de Pâques, trains d'Halloween, trains de Noël ; les Festivals vapeur ; la journée du patrimoine ou les journées spéciales trains photos.

## Histoire
La ligne est initialement construite par l'Armée française au cours de la Première Guerre mondiale pendant la Bataille de la Somme, afin de desservir le front. Il s'agit donc d'un chemin de fer de campagne, conçu suivant le système Péchot.
À la fin de la guerre il existe deux réseaux distincts, l'un autour de Roye, géré par l'armée française, et l'autre autour de Péronne, géré par les Américains du 12e Engineers pour l'armée britannique.
Le ministère des Régions libérées (MRL) créé après la Première Guerre mondiale, pour remettre en état les régions dévastées et y rétablir une vie économique, rachète après l'Armistice les réseaux militaires à voie de 60 cm ainsi que le matériel qui se trouve sans emploi. Les réseaux sont restructurés par le MRL afin de faciliter leur utilisation civile et leur mise en service progressive. En 1919, le kilométrage exploité passe de 152 km au 31 mars à 3 346 km au 31 août.
Parmi ces lignes, qui servent notamment aux transports nécessités par la reconstruction, il faut noter : 
- Péronne à Fins (14 km),
- Péronne à Ytres (19 km),
- Péronne  à Chaulnes par Pressoir (27 km),
- Vecquemont à Chaulnes (45 km),
- Péronne à Cappy et au hameau de Froissy par Dompierre (22 km).

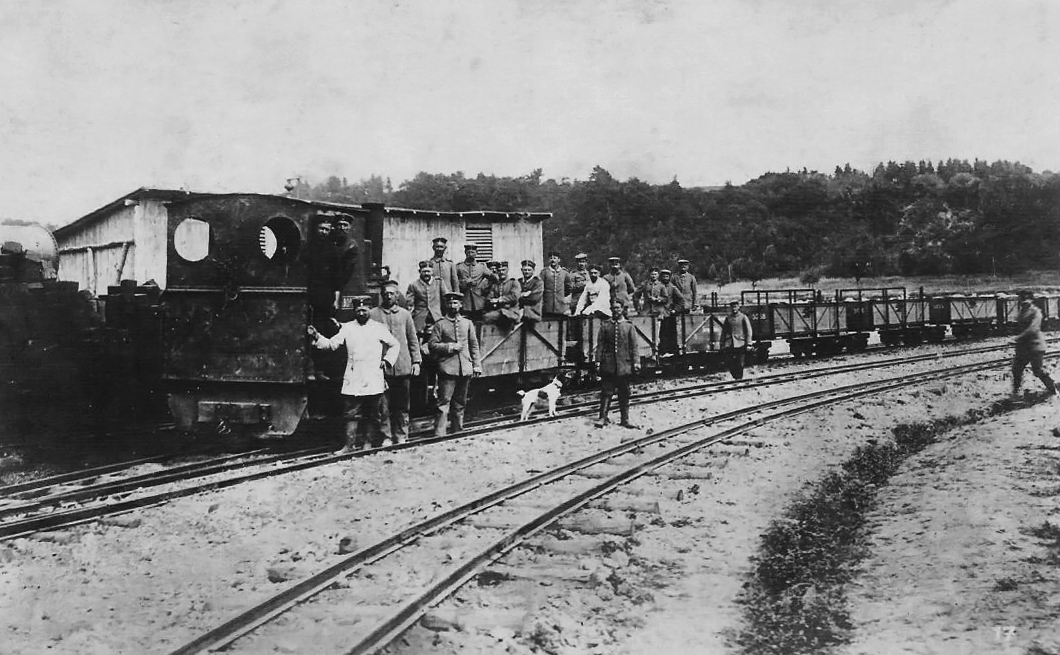
Chemin de fer militaire allemand à voie de 60 de l'Argonne vers 1915.
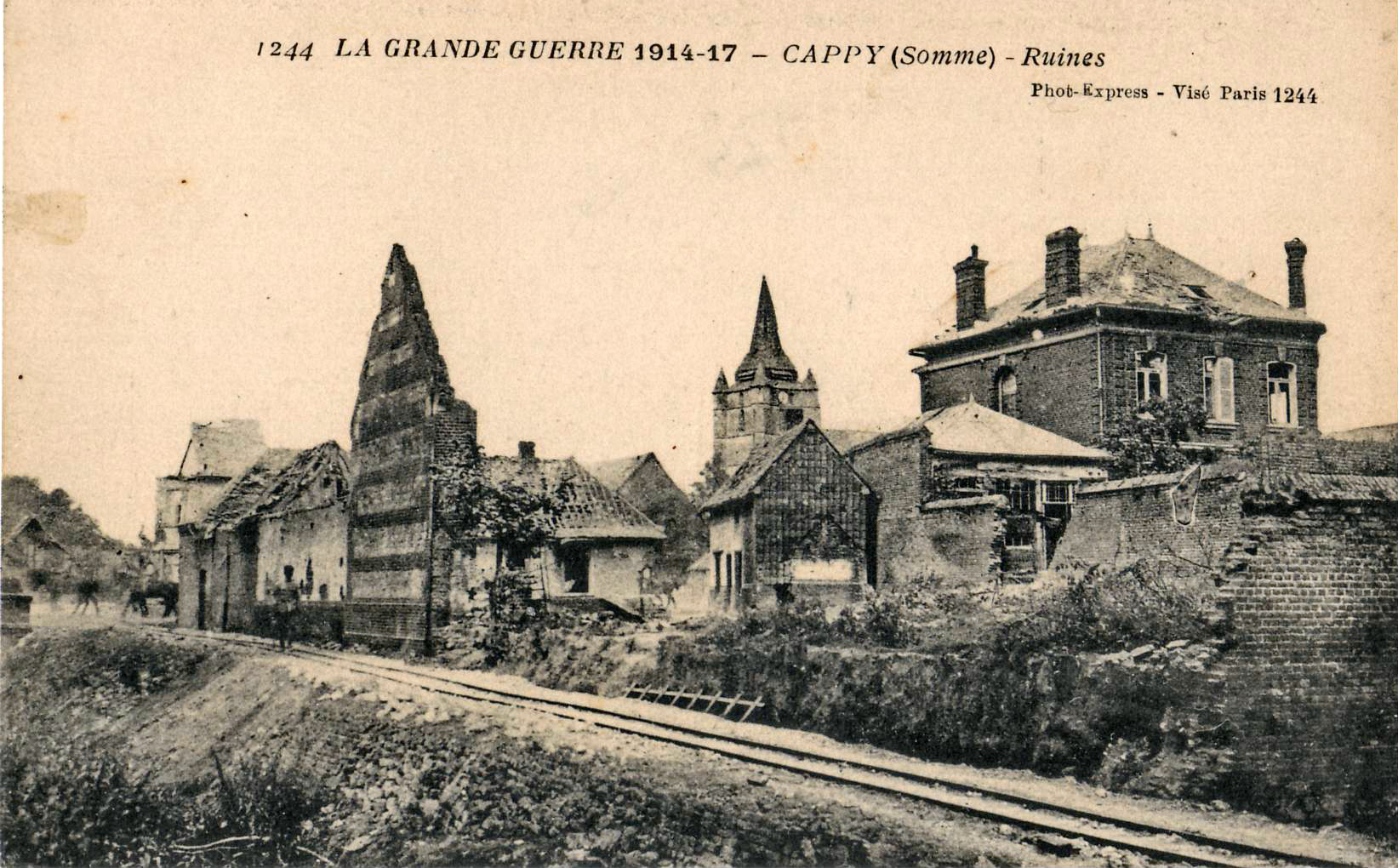
Carte postale des ruines de Cappy en 1917, montrant une voie ferrée passant au centre-ville, qui est peut-être celle mise en place par l'Armée française.
Plan du réseau exploité par le MRL dans la Somme en 1923.

Pendant toute cette période, le réseau de Péronne subit de nombreux aménagements pour desservir les localités à reconstruire, il connaît son apogée en 1923. Mais dès 1921, des lignes non utilisées sont mises en adjudication pour dépose et des lots de matériel en surplus sont vendus. Le MRL afferma également les lignes ayant un intérêt civil, et, fin 1926 le MRL n'a plus d'activité ferroviaire à voie de 60. Une partie du réseau de la Somme est affermée le 1er janvier 1924 avec 20 locomotives et 800 wagons, mais, avec le progrès de la reconstruction et le développement de la traction automobile, l'exploitant cesse son exploitation courant 1928.
Désaffectées durant l’entre-deux-guerres, certaines sections du réseau sont reprises entre 1921 et 1926 par la « Sucrerie centrale du Santerre » (SCS), qui les structura en trois lignes : 
- Dompierre - Barleux
- Dompierre - Chaulnes
- Dompierre - Cappy,

avec une traction par les locomotives à vapeur type 040 T d'origine allemande, et un parc de wagons américains se composant de couverts pour le sucre, de citernes pour la mélasse et de tombereaux pour les autres transports. À partir du début des années 1940, des locotracteurs diesel remplacent les locomotives à vapeur pour la traction des trains sucriers.

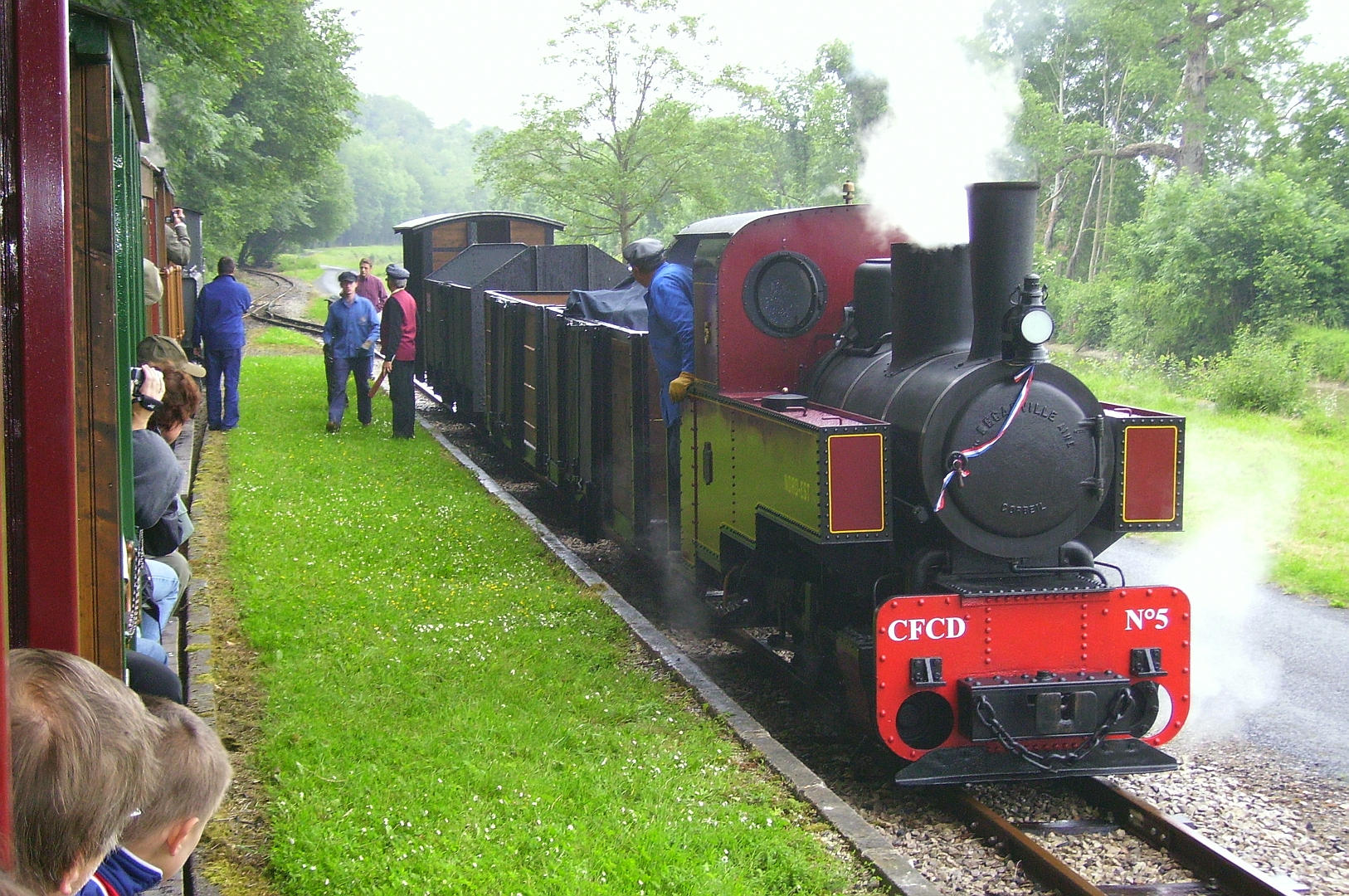
Croisement en gare de Cappy.

Seule la ligne Dompierre - Cappy subsiste après 1953 et reste exploitée par la sucrerie jusqu'aux années 1970, en traction diesel. Menacée de disparition la ligne est remarquée par des amateurs qui créent l'APPEVA pour la sauvegarder, ils font circuler le premier train touristique le 13 juin 1971. Durant la saison touristique 1971, près de 5000 voyageurs sont transportés sur un trajet d'un kilomètre environ.
La ligne, est rachetée par l'APPEVA en 1974, lorsque la sucrerie abandonne l'exploitation ferroviaire, puis elle est progressivement reconstruite sur sa longueur actuelle, de 7 km environ, par les bénévoles de l'association, qui constituent également un musée préservant pour présenter l'important matériel sauvegardé. Une grande part, de la collection, est issue des matériels militaires des diverses armées qui se sont affrontées lors de la Première Guerre mondiale, il provient également de chemins de fer de carrières ou industriels. C'est la seule ligne de chemin de fer à voie de 60 cm dont l'origine remonte à la guerre de 1914-1918 et qui existe encore et soit en activité.
La ligne est jumelée avec une ligne touristique du Royaume-Uni, le Leighton Buzzard Light Railway.

## Tracé de la ligne Froissy – Dompierre
La ligne traverse le territoire de trois communes : La Neuville-lès-Bray, au hameau de Froissy, Cappy et Dompierre-Becquincourt. Trois gares peuvent être desservies : Froissy-Musée, Cappy et Dompierre-Stade.
Elle emprunte un tunnel courbe de plus de 200 m de long à Cappy, percé en 1927 par la SCS, ainsi qu'un ensemble de double rebroussement en « Z » qui fait l'originalité de la ligne, lui permettant de rejoindre le plateau du Santerre. Elle comprend également un pont-rail construit par la même SCS, pour franchir la route de Chuignes.

Plan de la ligne.

## Les collections
Les listes suivantes ne sont pas exhaustives et devront être complétées ou actualisées au fil du temps (dernière actualisation en août 2024) :

### Locomotives à vapeur

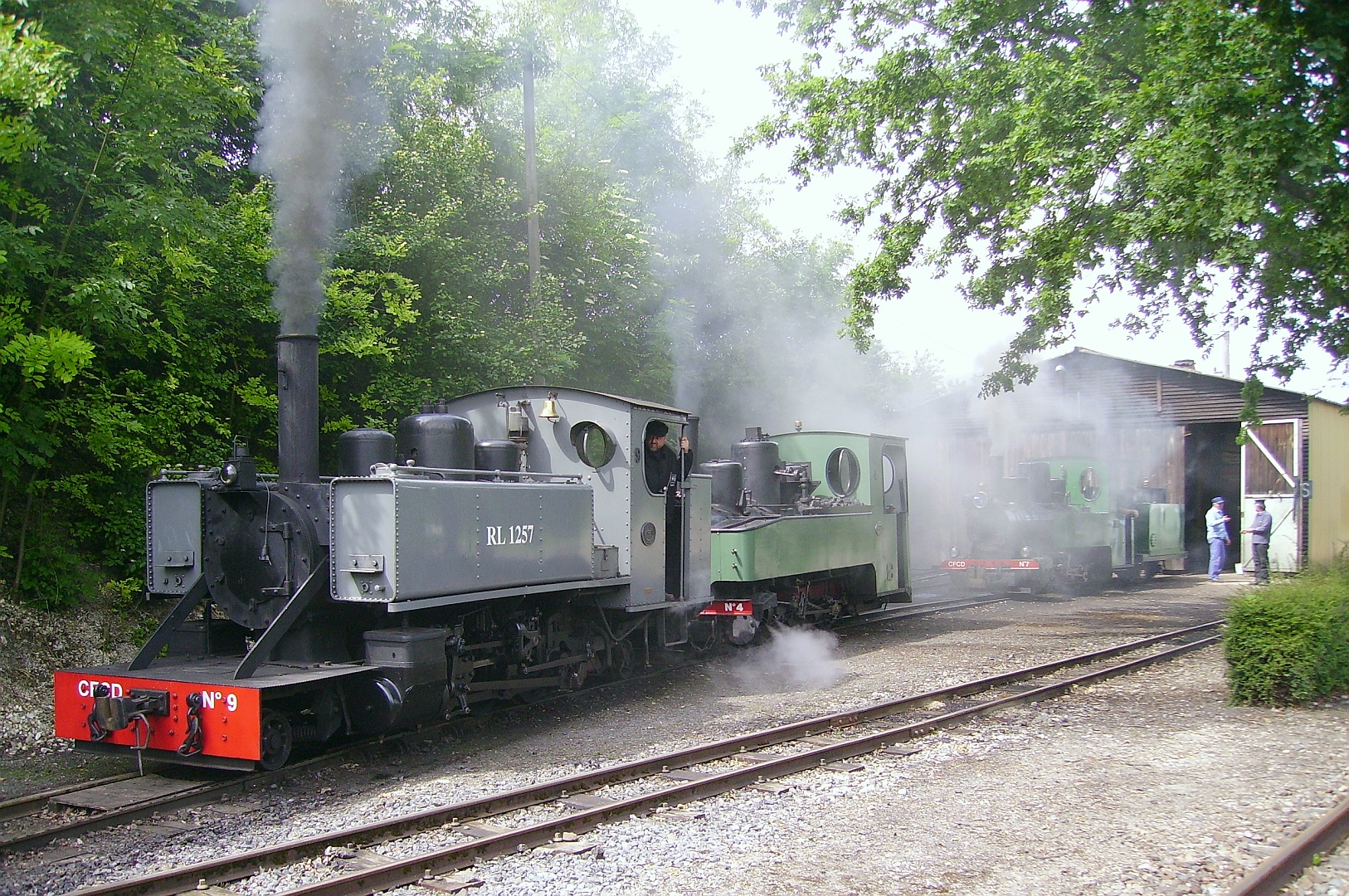
Le dépôt des locomotives à Froissy.

L'APPEVA dispose de onze locomotives à vapeur dont quatre classées monument historique. Le nombre de locomotives en service varie selon le calendrier des travaux de révision imposé par les épreuves décennales des chaudières ; il est actuellement de trois machines. En 2007 le réseau a compté jusqu'à cinq machines en service. L'APPEVA répond aussi à l'invitation d'autres réseaux comme en 1995 quand la 131T no 9 Alco-Cooke s'est rendue au Royaume-Uni sur le Ffestiniog Railway (en), ou en 2009 avec la 030T no 5 Decauville qui est allée circuler sur le Leighton Buzzard Light Railway. Ces derniers réseaux faisant de même en venant sur le CFCD avec leurs matériels. Pour des 35 ans de l'APPEVA en 2006, la locomotive 020 Krauss no 4 de l'association allemande du Musée de la mine et du chemin de fer de Fortuna (de) est venue en visite sur le réseau du CFCD.
| Numéro CFCD | Machine                         | Constructeur et date | Photo                | Puissance  | Numéro de série | État actuel    | Origine et informations techniques |
| ----------- | ------------------------------- | -------------------- | -------------------- | ---------- | --------------- | -------------- | --- |
| 5           | 030T DECAUVILLE                 | Decauville, 1916     | 030T no 5 Decauville | 50 ch      | 1652            | Opérationnelle | Type 17 « Progrès » 5,2 m, 8 t (10,5 t en ordre de marche), vitesse maximum : 20 km/h (60 ch) Timbre chaudière : 12 kg/cm² Capacité de la soute à charbon : 000 kg Capacité de la soute à eau : 0 000 L (0,0 m3) Distribution : Walschaert à tiroirs plans Classé MH (1987) |
| 7           | 040+T BORSIG dite « Geneviève » | Borsig, 1918         | 040 no 7 DFB         | 50 ch      | 10334           | Opérationnelle | Type DFB. Propriété de la FACS. 5,98 m, 10 t (12 t en ordre de marche), vitesse maximum : 25 km/h (75 ch) Timbre chaudière : 15 kg/cm² Capacité de la soute à charbon : 000 kg Capacité de la soute à eau : 0 000 L (0,0 m3) Distribution : Stephenson à tiroirs plans |
| 8           | 040+T VULCAN                    | Vulcan-Werke, 1925   | 040 no 8 Vulcan      | 150/180 ch | 3852            | Opérationnelle | Locomotive provenant d'Allemagne. Restaurée entre 2011 et 2014 et remise en état de marche à l'occasion du festival vapeur du dimanche 8 juin 2014. 9,79 m, 00,0 t (14,7 t en ordre de marche), vitesse maximum : 25 km/h (150 ch). Timbre chaudière : 12 kg/cm² Capacité de la soute à charbon : 1,2 t Capacité de la soute à eau : 3 800 L (3,8 m3) Distribution : Walschaert à tiroirs cylindriques Classé MH (1987) |

### Locotracteurs diesel
L'APPEVA possède près de 25 locotracteurs.
| Numéro CFCD | Machine                                               | Constructeur et date                 | Photo                      | Puissance | Numéro de série | État actuel | Origine et informations techniques                               |
| ----------- | ----------------------------------------------------- | ------------------------------------ | -------------------------- | --------- | --------------- | ----------- | ---------------------------------------------------------------- |
| T 21        | locotracteur à 2 essieux "Bourron"                    | Billard (type T 75 D), 1937          |                            | 75 ch     | 102             |             | Ex-Sablières de Bourron                                          |
| T 22        | locotracteur à 2 essieux                              | Orenstein & Koppel, 1960             |                            | 75 ch     | 26420           |             | Acquis auprès d'un entrepreneur de La Flèche                     |
| T 23        | locotracteur à 2 essieux                              | Plymouth, 1946                       | Locotracteur T 23 Plymouth | 75 ch     | 5117            |             | Ex-SCS (Dompierre en Santerre)                                   |
| T 24        | locotracteur à 3 essieux "Tatra"                      | Coferna (type MR 100), 1941          | Locotracteur T 24 Tatra    | 180 ch    | 122             |             | Ex-SCS (Dompierre). Assure l'exploitation touristique en réserve |
| T 25        | locotracteur à 3 essieux "Iveco"                      | Coferna (type MR 100), 1941          | Locotracteur T 25 Iveco    | 180 ch    | 123             |             | Ex-SCS (Dompierre). Assure l'exploitation touristique en réserve |
| T 26        | locotracteur à 2 essieux                              | Arnold Jung (de) (type EL 110), 1935 |                            | 12 ch     | 7481            |             | Ex-briqueterie de Corbie                                         |
| T 28        | locotracteur à 2 essieux                              | Socofer (type SCF 303), 1968         |                            | 40 ch     | 333             |             | Ex-armée de l'air                                                |
| T 29        | locotracteur à 2 essieux                              | Socofer (type SCF 303), 1968         | Locotracteur T 29 Socofer  | 40 ch     | 334             |             | Ex-armée de l'air (assure une partie des trains de travaux)      |
| T 30        | locotracteur à 2 essieux                              | Billard (type T 75 G), 1958          | Locotracteur T 30 Billard  | 100 ch    | 232             |             | Ex-armée                                                         |
| T 31        | locotracteur à 2 essieux                              | Billard (type T 75 G), 1958          |                            | 100 ch    | 233             |             | Ex-armée (assure une partie des trains de travaux)               |
| T 33        | locotracteur à 2 essieux et transmission par bielles. | Baldwin (type 50HP), 1918            |                            | 50 ch     | 49192           |             | Ex-Ets Chambon à Durtol (donné à l'APPEVA)                       |
| T 34        | locotracteur à 2 essieux                              | Plymouth, 1945                       | Locotracteur T 34 Plymouth | 100 ch    |                 |             | Ex-cimenterie de Cantin (en service)                             |
| T 36        | locotracteur à 2 essieux et transmission par bielles. | Baldwin (type 50HP), 1918            |                            | 50 ch     | 49966           |             | Ex-Spie Batignolles à Fourchambault (en réserve du musée)        |
| T 41        | locotracteur à 2 essieux                              | Hudson Hunslet (en), 1941            |                            | 20 ch     | 2536            |             | Prêt permanent du Leighton Buzzard Light Railway (en service)    |
| T 42        | locotracteur à 2 essieux                              | Deutz (type OMZ 117F), 1942          |                            | 22 ch     | 33481           |             | Ex-Ets Gerra-Tarcy à Creil                                       |
| T 44        | locotracteur à 2 essieux                              | Plymouth, 1946                       | Locotracteur T 44 Plymouth | 12 ch     | 5106            |             |                                                                  |
| T 46        | locotracteur à 3 essieux et transmission par bielles. | FAUR L18H (en), 1984                 |                            | 180 ch    | 24964           |             | Provient du Train de Saint-Trojan (en service)                   |
|             | locotracteur à 2 essieux                              | Plymouth, date inconnue.             |                            |           |                 |             | Ex-briqueterie Chimot de Marly (Nord) En état de marche.         |
|             | locotracteur à 2 essieux à voie de 50 cm              | Heim Frères type Lilliput, 1962      |                            |           | 331D            |             | Ex-briqueterie Chimot de Marly (Nord) En présentation au musée.  |
| T 40        | locotracteur de mines à 2 essieux                     | Decauville type TM 603, 1959         |                            | 60 ch     |                 |             | Ex-mines de Douai. En présentation au musée.                     |

### Voitures à voyageurs
- Baladeuses à bogies construites sur châssis Pershing ex-SCS (Dompierre): - En service (4 exemplaires, entrent dans la composition des rames) (Petit modèle : VB 02 et 03 ; Grand modèle : VB 01 et 04)
- Baladeuse à essieux sur châssis Decauville: - En service (1 exemplaire, en réserve) (VB 11)
- Voitures semi-ouvertes à bogies (dites "Baignoires"):  Construction APPEVA sur châssis Pershing ex SCS. - En service (2 exemplaires, entrent dans la composition des rames, ces voitures ne possédaient pas de toit de 1971 à 1998, d'où leur nom... (couvertes durant l'hiver 1998-1999)) (VD 01 et 02)
- Voitures fermées à plate-forme centrale (dites "Rouges"):  Construction APPEVA sur châssis Pershing ex SCS. - En service (2 exemplaires, en réserve) (VF 03 et 04).
- Voitures fermées à plate-forme d'extrémité (premier modèle) (dites "Vertes"):  Construction APPEVA sur châssis Pershing ex SCS. - En service (1 exemplaire, en réserve) (VF 111).
- Voitures à portières latérales:  Construction intégrale APPEVA sur modèle châssis Pershing. - En service (2 exemplaires, entrent dans la composition des rames) (VF 01 et 02)
- Voitures à plates-formes d'extrémité (second modèle):  Construction intégrale APPEVA sur modèle châssis Pershing. - En service (2 exemplaires, entrent dans la composition des rames) (VF 11 et 12)
- Voitures mixtes-fourgons à plate forme d'extrémité:  Construction APPEVA sur châssis Pershing ex SCS. - En service (2 exemplaires, entrent dans la composition des rames) (VM 01 et 02)
- Voiture à portières latérales:  Construction intégrale GIRAGR sur châssis de tombereau Decauville. - En service (1 exemplaire, en réserve) (VF 21)
- Voiture Péchot à plate-forme d'extrémité, construite sur châssis Péchot spécialement pour le centenaire de la ligne du « P'tit train de la Haute-Somme » en 2016.

### Wagons de marchandises

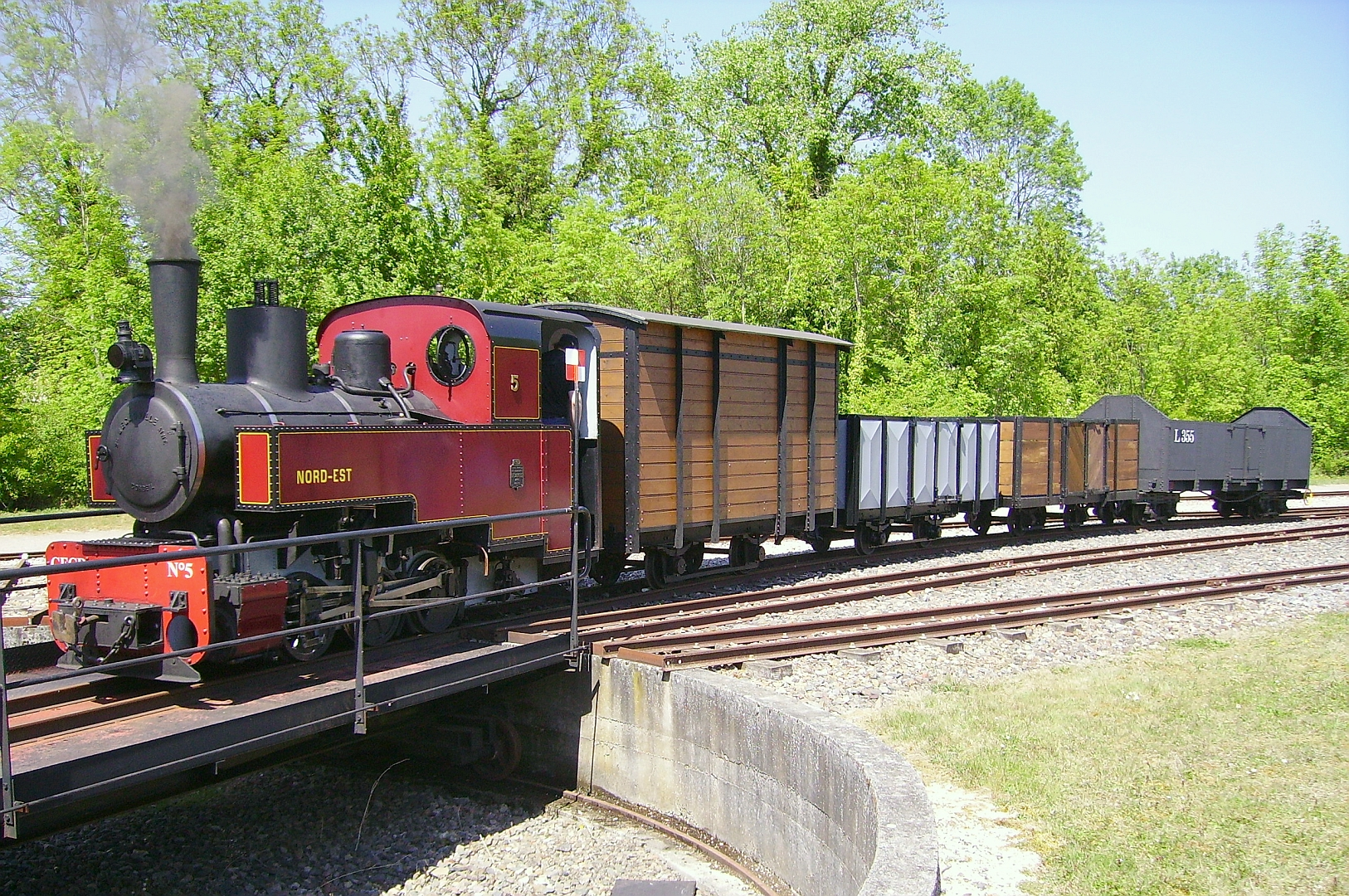
Passage d'une rame de wagons de marchandises sur la plaque tournante de Froissy.

- Fourgon à bogies Pershing ex Sucrerie Centrale du Santerre (Dompierre) - En Service (Lot de 21 à l'origine, 1 exemplaire au Musée et 12 exemplaires en service dont un en teinte bois verni)
- Fourgon à bogies Pershing ex Sucrerie Centrale du Santerre (Dompierre), ex voiture à plates-formes d'extrémité, transformée en fourgon à vélos. - En service
- Fourgon à essieux Decauville ex Sucrerie de Maizy (Aisne) - En service lors de trains marchandises.
- Tombereau métallique à bogies Decauville - L355 ex-Tramway de Pithiviers à Toury. En service lors des trains marchandises.
- Tombereau à essieux Decauville (bois ou métallique) et Orenstein und Koppel (bois) ex industrie. - En service lors des trains marchandises.
- Tombereau à bogies type "DFB" Linke-Hoffman. - A Restaurer
- Tombereau à bogies Pershing ex SCS (Dompierre). - En service lors des trains marchandises.
- Plate-forme à bogies Clayton Hudson. - En Service
- Plate-forme à bogies "Modèle 1888 Système Péchot" De Dietrich ex armée française jusqu'en 1985. - En Service (Lot de 32, dont 23 en réserve, 7 en service lors des trains marchandises et 2 en présentation Musée)
- Plate-forme à bogies "Modèle 1915" Decauville ex armée française jusqu'en 1985. - En service lors des trains marchandises.
- Plate-forme à bogies Pershing ex SCS (Dompierre) - En Service
- Citerne à bogies Clayton Hudson. - En service lors des trains marchandises.
- Citerne à bogies, mariage châssis Pershing et citerne Clayton Hudson. - A Restaurer.
- Citerne à bogies Pershing, reconstitution de l'APPEVA d'une des citernes de la sucrerie Ternyck de Coucy-le-Château. - En service lors des trains marchandises.

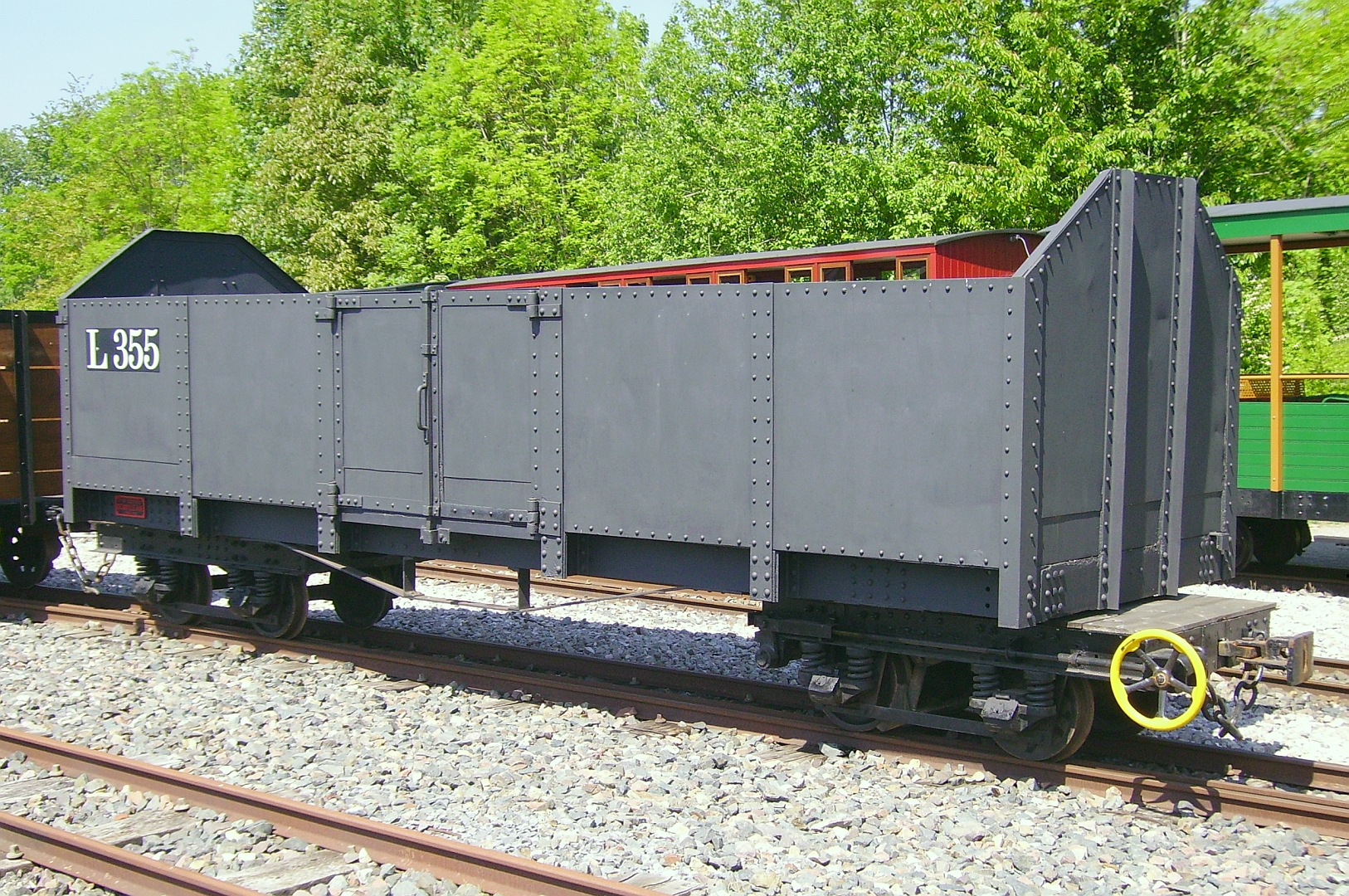
Le wagon tombereau Decauville L355.
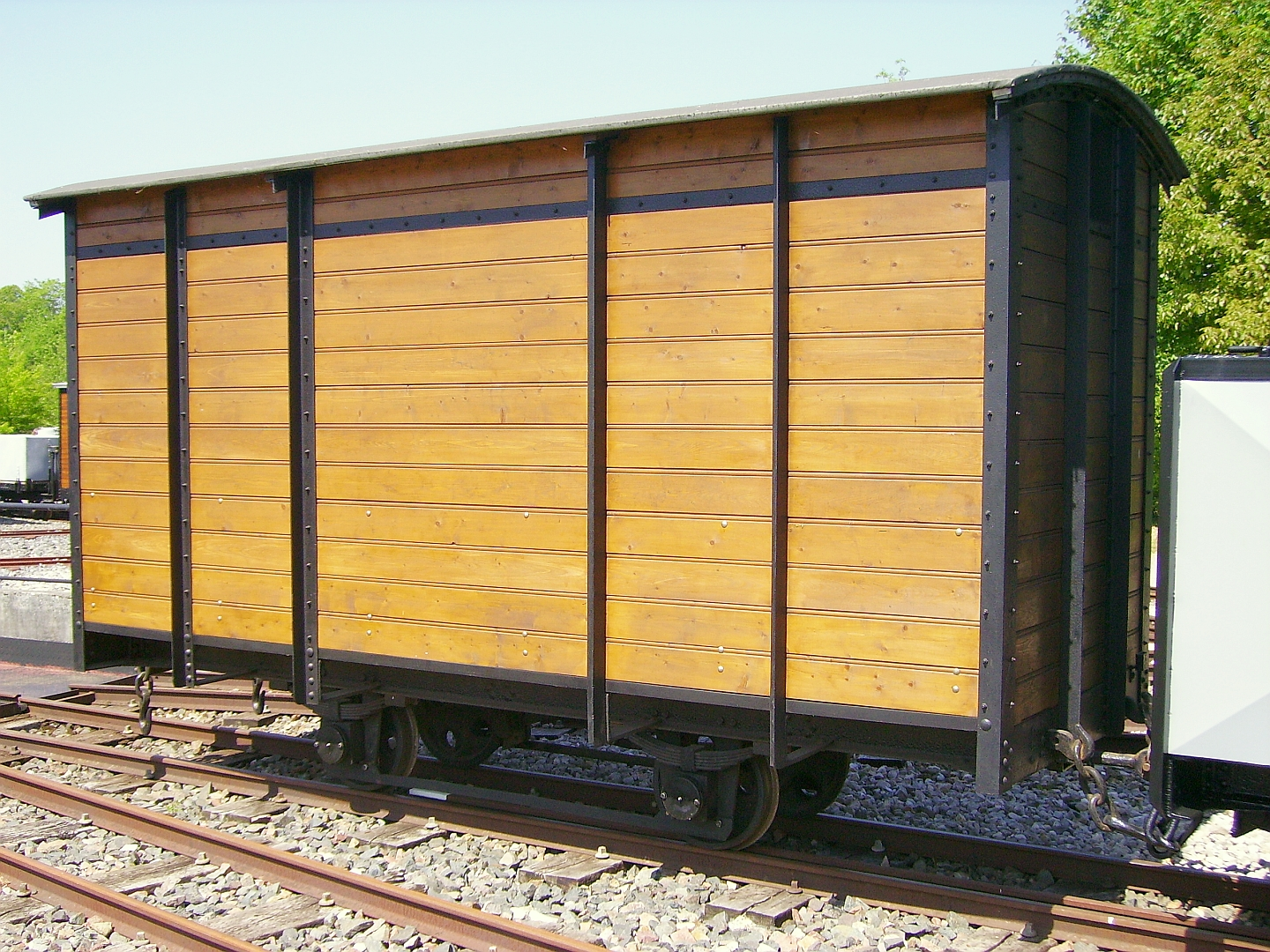
Le fourgon Decauville ex-Sucrerie de Maizy.
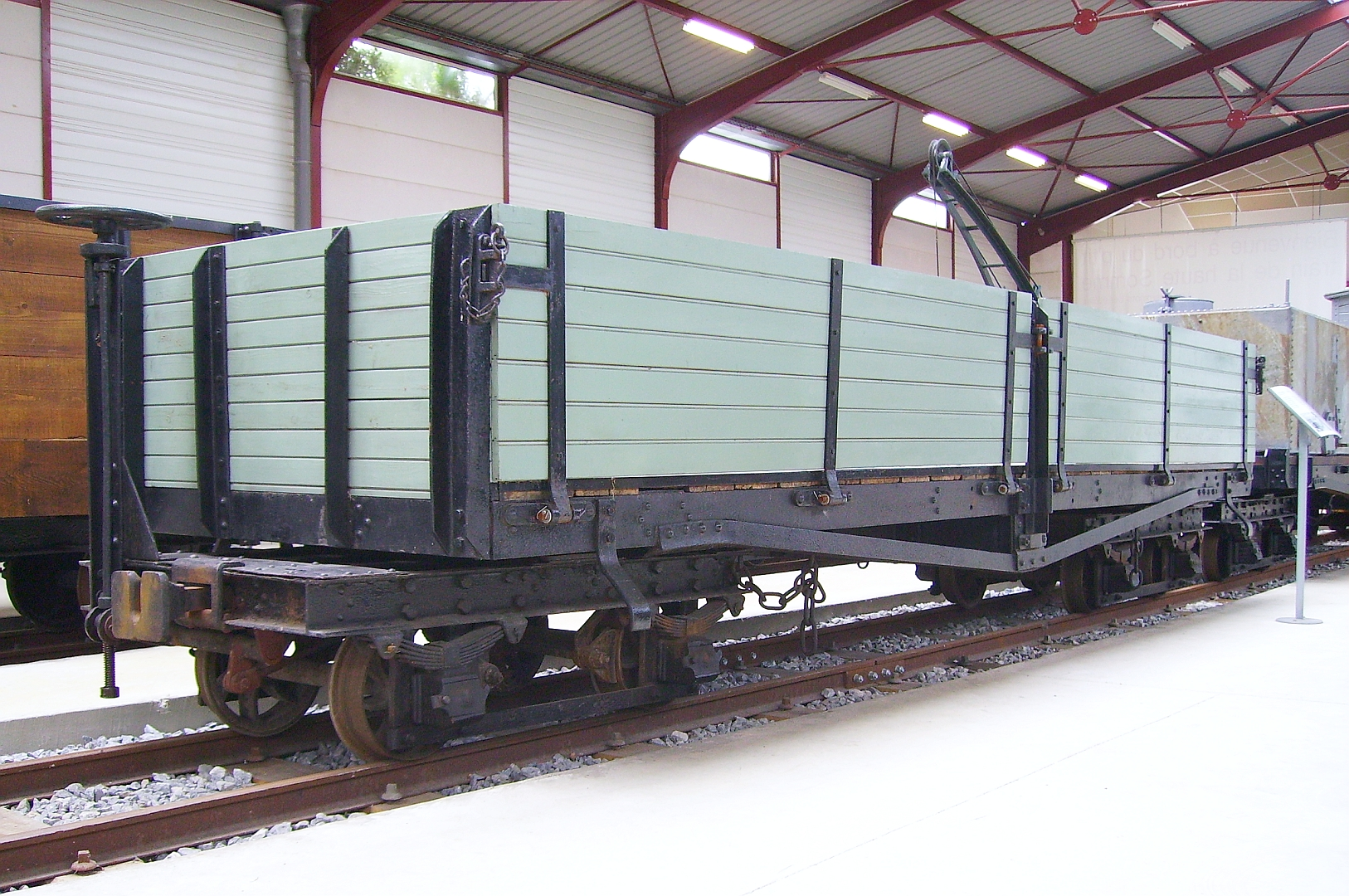
Le wagon tombereau Clayton "Class D" War Department.
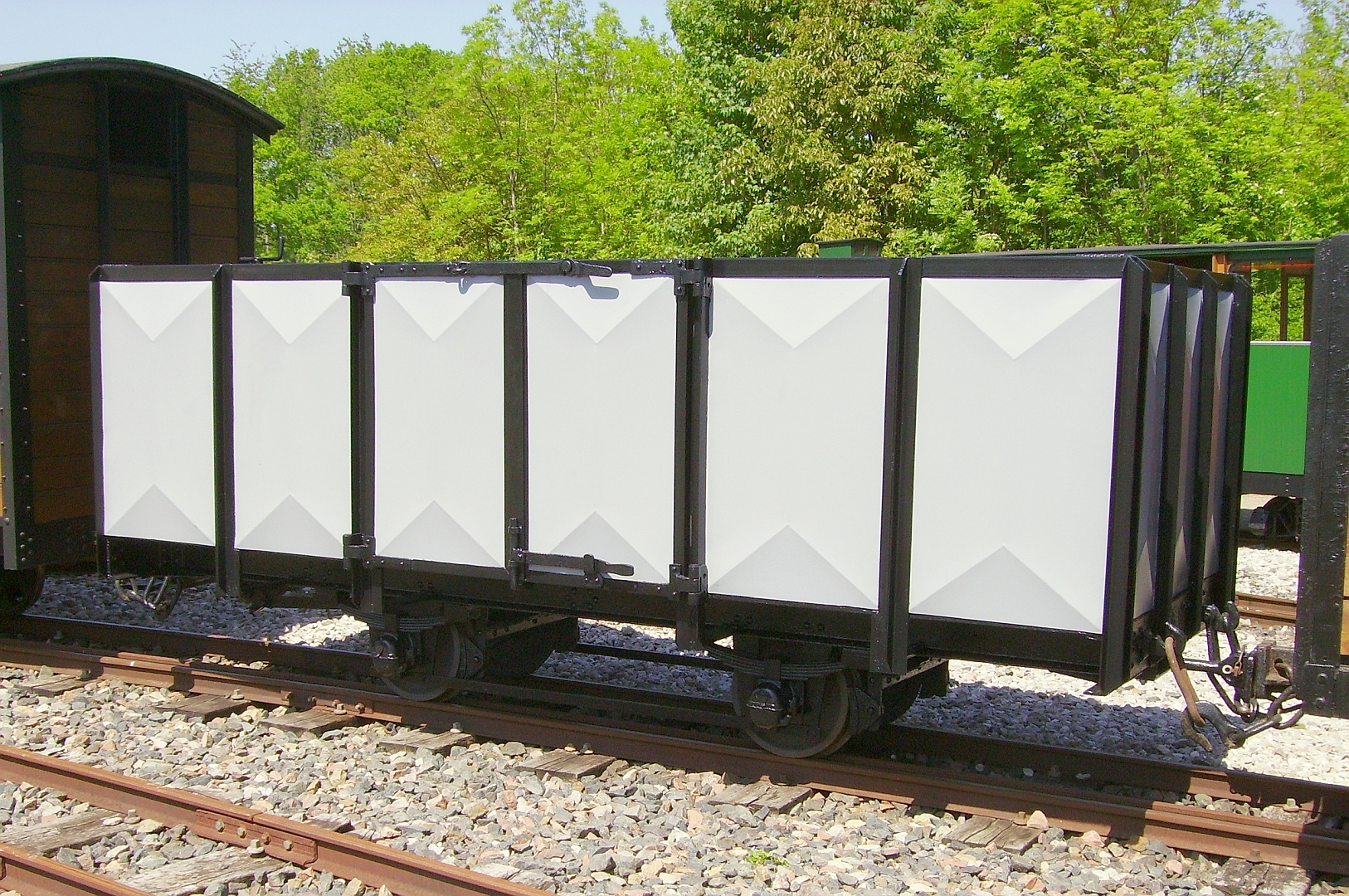
Le wagon tombereau tôlé Decauville à essieux.
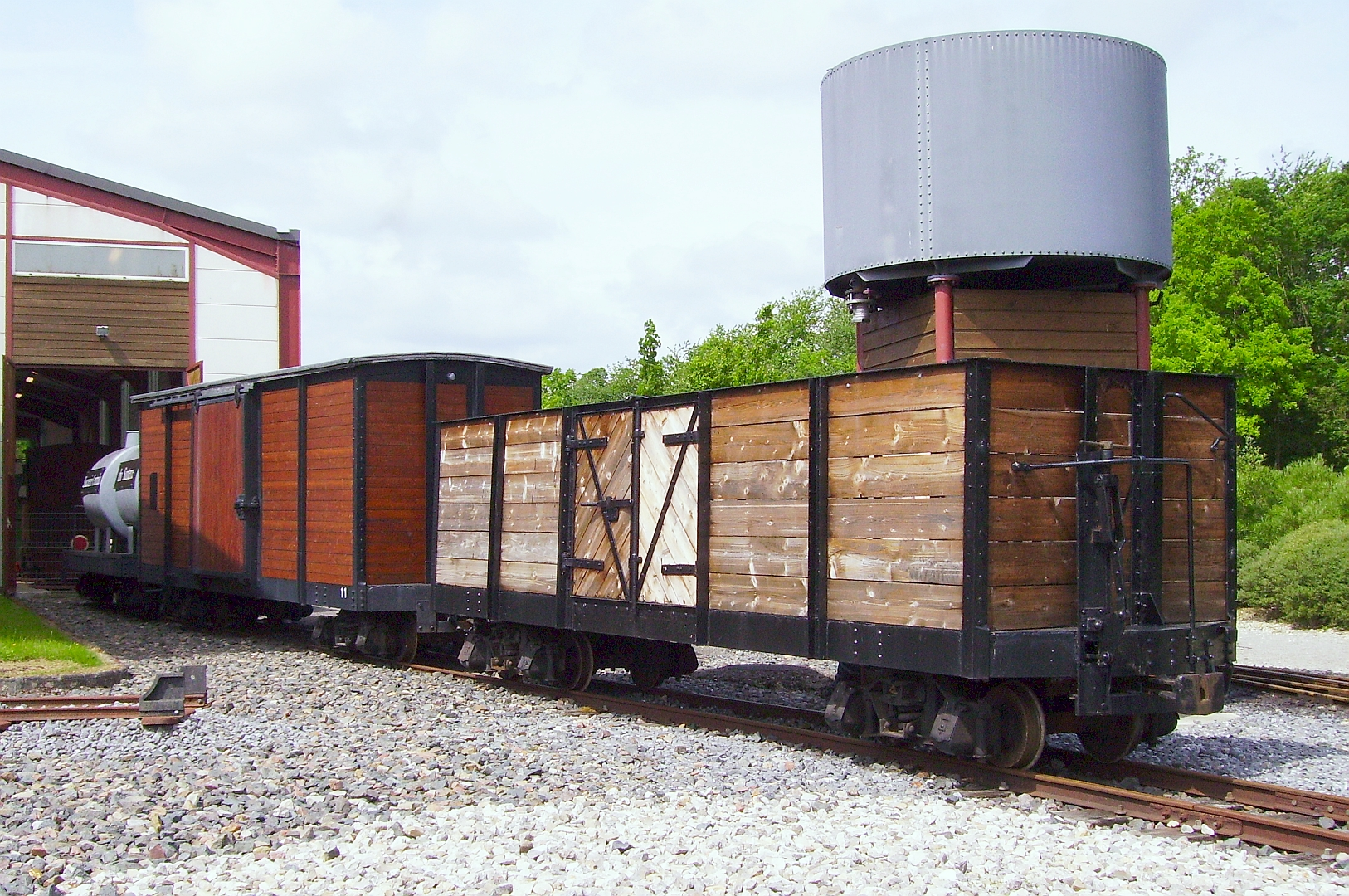
Un wagon tombereau et un couvert Pershing.

### Matériels et véhicules divers
- Divers wagonnets Decauville, COMESSA, ex-Cimenterie de Cantin, Carrière de pierre de Cappy.... - En service lors des trains d'animation.
- Divers wagonnets de mine (berlines de charbon et de mineurs) ex HBNPC et Houillères de Lorraine. - En service lors des trains d'animation.
- Berlines à ballast ex HBNPC. - En service lors des trains de travaux.
- Wagonnet de chantier à essieux construit par le CFCD en 1981. - En service lors des trains de travaux.
- Une draisine à bras ex-TPT.

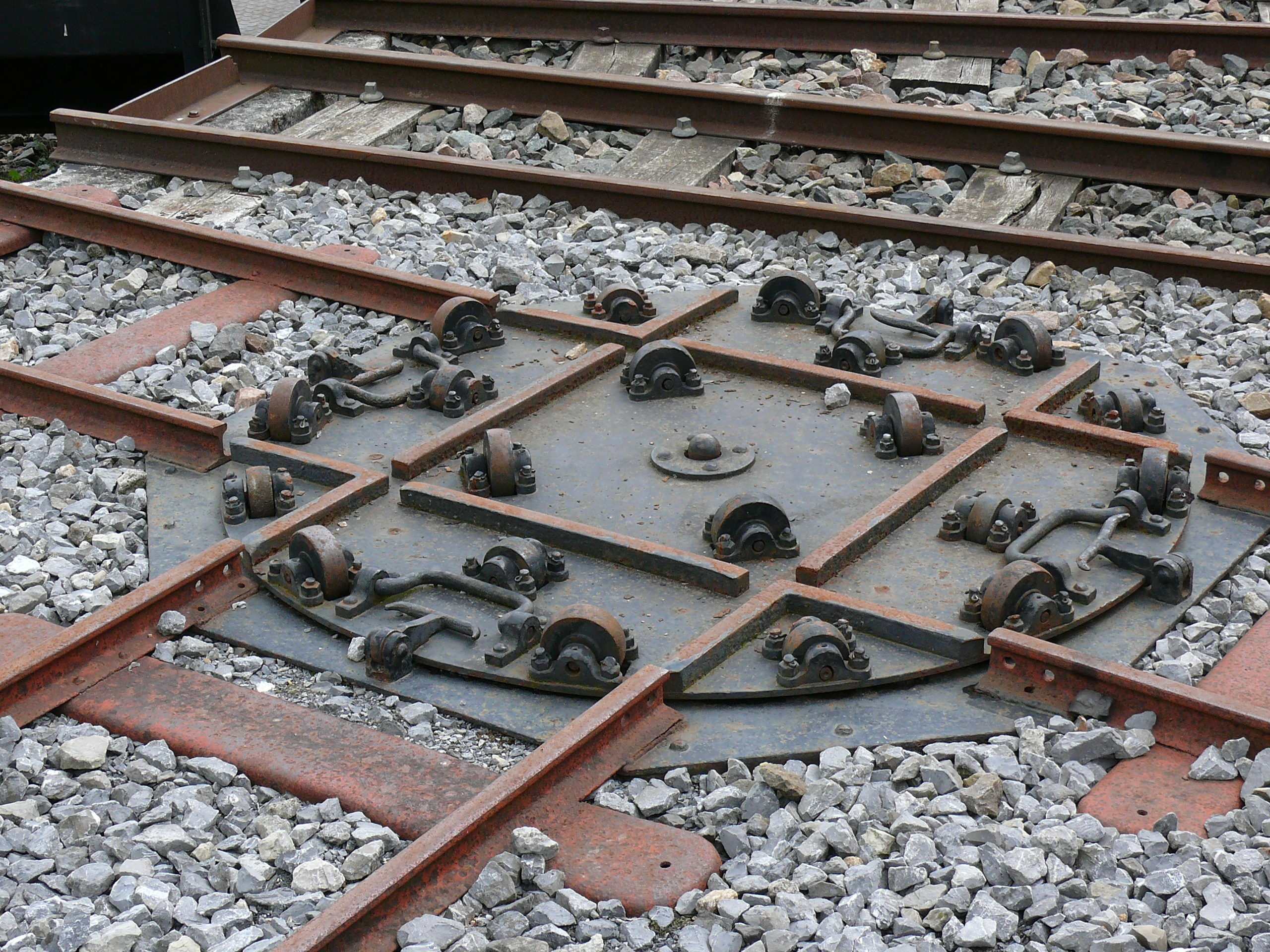
Plaque tournante du système Péchot
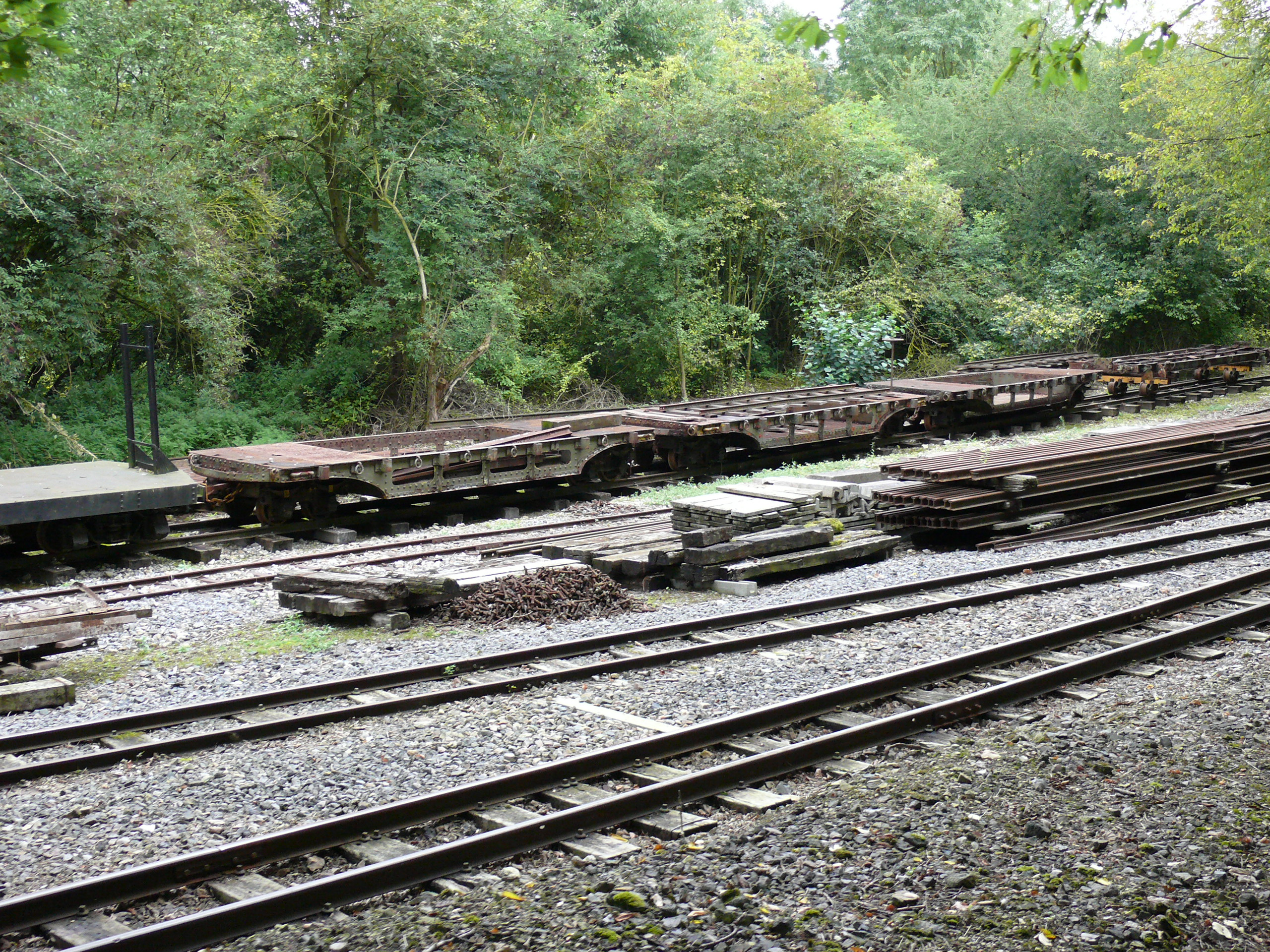
Wagons plates-formes, voies et rails en stock Péchot conservés sur les voies de garage en bas de la voie en "Z"

## Musée
Le Musée du Chemin de fer Froissy-Dompierre, situé à la gare de départ du hameau de Froissy, sur la commune de La Neuville-lès-Bray, regroupe une vaste collection de matériels à voie de 60 cm, locomotives à vapeur, locotracteurs et wagons, dans un bâtiment de 1 800 m2 inauguré en 1996.
Ouvert en 1996, il présente une partie de la collection de matériel ferroviaire rassemblée par l'APPEVA et restaurée par les bénévoles  et les salariés de l'association. Une vingtaine d'engins moteurs (locomotives à vapeur et locotracteurs Diesel) et 25 wagons sont exposés dans le hall principal et la rotonde. Le Musée présente les chemins de fer militaires, les chemins de fer industriels, et les locomotives en service sur le P'tit train de la Haute Somme.
Des panneaux explicatifs présentent l'histoire des chemins de fer à voie étroite, de leur développement au cours du XIXe siècle à leur utilisation actuelle à des fins touristiques. Le rôle du chemin de fer à voie étroite pendant la Première Guerre mondiale y est expliqué ainsi que son utilisation lors de la reconstruction durant l'entre-deux-guerres. Enfin, l'utilisation du chemin de fer par des entreprises industrielles (sucrerie, briqueterie, mines, etc.) jusqu'aux années 1970 y est présentée. En outre, pour chaque véhicule, un panneau précise son origine et son utilisation.

### Locomotives à vapeur
| Numéro CFCD | Machine                 | Constructeur         | Année | Photo                         | Puissance  | Numéro de série | Origine et informations techniques                                                                          | Protection                                   |
| 3           | 030T DECAUVILLE         | Decauville           | 1928  | 030 T no 3 Decauville         | 50 ch      | 1825            | En présentation au musée.                                                                                   |                                              |
| 4           | 040T KRAUSS             | Krauss               | 1917  | 040T no 4 DFB                 | 70 ch      | 7373 / HF 1599  | Type DFB Chaudière à chute de timbre depuis fin 2007. En présentation au musée.                             | Classé MH (1986)                             |
| 11          | 030T ORENSTEIN & KOPPEL | Orenstein & Koppel   | 1915  | 030T no 11 Orenstein & Koopel | 100 ch     | 8083            | À restaurer. En présentation au musée.                                                                      |                                              |
| 12          | 030T ORENSTEIN & KOPPEL | Orenstein & Koppel   | 1917  | 030T no 12 Orenstein & Koopel | 195 ch     | 8285 / HF 2085  | À restaurer                                                                                                 | Classé MH (1998) · En présentation au musée. |
| 13          | 040T ORENSTEIN & KOPPEL | Orenstein & Koppel   | 1918  | 040T no 13 DFB                | 70 ch      | 8627 / HF 2199  | Type DFB. Prêt de l'AMTUIR. En présentation musée.                                                          |                                              |
| 10          | 040+T KDL               | Société Franco-Belge | 1945  | 040 no 10 KDL                 | 250/300 ch | 2836            | Type KDL 11 Chaudière à chute de timbre depuis mai 2016. En présentation au musée.                          | Classé MH (1987)                             |
| 14          | 020T ORENSTEIN & KOPPEL | Orenstein & Koppel   | 1905  |                               | 40 ch      | 1486            | Arrivée le 18 août 2022. En présentation au musée.                                                          |                                              |
| 15          | 020T Weidknecht         | Weidknecht           | 1912  |                               |            | 7426            | Arrivée le 28 février 2023. Précédemment au musée de l'automobile Henri-Malartre. En présentation au musée. |                                              |

### Locotracteur diesel
- Les locotracteurs Plymouth Locomotive Works T 34 et 35 de 1939 ex Cimentrie de Cantin (le T 34 assure une partie des trains de travaux, le T 35 est présenté au musée).

### Wagons de marchandises
- Tombereau à bogies type "Class D" Clayton à bords abattants ex réseau MRL. En présentation au musée.
- Plate-forme à bogies "Modèle 1888 Système Péchot" De Dietrich ex armée française jusqu'en 1985. Deux sont en présentation au musée.
- Wagon à bogies porte-grumes Clayton Hudson. En présentation au musée.
- Wagon grue à essieux construit par les Ets Aberlem à Noyon (Oise). En présentation au musée.

## Matériels ayant quittés l'association
Quatre locomotives à vapeur ont quitté le réseau début 2012 :
- 020T HENSCHEL dite "Floralie",
- 020T NEUMEYER de 1922,
- 040T HENSCHEL DFB de 1917,
- 131T ALCO-COOKE de 1917[18]